# Klaus Stürmer
Klaus Stürmer (* 9. August 1935 in Glinde; † 1. Juni 1971 in Zürich-Oberengstringen) war ein deutscher Fußballspieler, der im Jahre 1960 mit dem Hamburger SV Deutscher Meister und in den Jahren 1963 und 1966 mit dem FC Zürich Schweizer Meister wurde.

## Laufbahn

### Hamburger SV, 1953 bis 1961
Die DFB-Jugendnationalmannschaft nahm vom 31. März bis 5. April 1953 erstmals an einem FIFA-Fußball-Jugendturnier teil. Vom Hamburger SV waren Uwe Seeler und Jürgen Werner in Belgien dabei, vom TSV Glinde – aus dem Kreis Stormarn – gehörte der technisch ungemein versierte Halbstürmer Klaus Stürmer, inzwischen zum Eimsbütteler TV gewechselt, dem Kader an. Schnell entwickelte sich eine enge Freundschaft zwischen Seeler und Stürmer. Dieser, Kapitän der Jugendnationalmannschaft, verließ den ETV wieder und ging im Sommer 1953 zum HSV, was für Streit zwischen den Vereinen sorgte und dem jungen Spieler eine Einjahressperre bescherte.
HSV-Präsident Carl-Heinz Mahlmann sorgte dafür, dass die zwei herausragenden Offensivtalente Seeler und Stürmer in Freundschaftsspielen bereits vor ihrer ersten Oberligarunde im Norden, 1954/55, eingesetzt werden konnten. In der Ligamannschaft standen die zwei Freunde erstmals am 5. August 1953 beim Freundschaftsspiel gegen Göttingen 05, wobei Stürmer nicht zum Einsatz kam. Am Starttag der Oberligarunde 1954/55, am 29. August 1954, debütierten die als „Zwillinge“ auf und neben dem Platz titulierten Jungtalente beim 3:0-Heimsieg gegen den VfB Oldenburg in der Oberliga Nord. Von 1955 bis 1961 nahm der „Lenker“ des HSV-Spiels, den aber auch Torgefährlichkeit und unermüdlicher Einsatz neben seiner blendenden Technik auszeichnete, an 35 Spielen mit 12 Toren in der Endrunde um die deutsche Fußballmeisterschaft teil. Mit dem HSV stand er bereits 1958 gegen den FC Schalke 04 im Finale und gewann mit ihm am 25. Juni 1960 durch einen 3:2-Sieg gegen den 1. FC Köln die deutsche Meisterschaft. Im Europapokal der Landesmeister 1960/61 bei den Spielen gegen Young Boys Bern, FC Burnley und in den drei Partien gegen den FC Barcelona überzeugte der Spielmacher der Hamburger auch in diesem Wettbewerb. Aus finanziellen Gründen wechselte Stürmer im Oktober 1961 in die Schweiz zum FC Zürich. Sein letztes Oberligaspiel für den HSV bestritt er am 17. September 1961 beim 3:1-Heimsieg gegen den FC St. Pauli, wo er seine Kameraden auch mit 1:0 in Führung schoss. Insgesamt absolvierte der Mann aus Glinde von 1954 bis 1961 für den Hamburger SV in der Oberliga Nord 158 Spiele und erzielte dabei 114 Tore.
Mitspieler Gerhard Krug bezeichnete später den Wechsel von Klaus Stürmer nach Zürich „als schweren Fehler“ für den Hamburger SV. „Mit ihm hätten wir noch jahrelang oben gestanden“, urteilte der Verteidiger.

### Auswahlberufungen, 1954 bis 1961
Bereits nach sechs Oberligaspielen debütierte Klaus Stürmer am 16. Oktober 1954 zusammen mit Uwe Seeler beim Länderspiel in Hannover gegen Frankreich in der deutschen Fußballnationalmannschaft. Zuvor stand er bereits im Aufgebot des Bundestrainers Sepp Herberger für das Länderspiel am 26. September 1954 in Brüssel gegen Belgien. Zwei Einsätze in der B-Nationalmannschaft folgten in den Jahren 1955 und 1956. Auch für Norddeutschland trat der Spielmacher und Torschütze des Hamburger SV in mehreren Repräsentativspielen an. Zu seinem zweiten Länderspieleinsatz wurde er durch Herberger erst nach einer siebenjährigen Pause berufen. Beim WM-Qualifikationsspiel am 10. Mai 1961 in Berlin gegen Nordirland bildete er zusammen mit Richard Kreß, Günter Herrmann, Uwe Seeler und Albert Brülls den deutschen Angriff beim entscheidenden 2:1-Erfolg zur Teilnahme an der Fußball-Weltmeisterschaft 1962 in Chile. Stürmer nahm nicht an den WM-Turnieren 1958 und 1962 teil, gehörte noch nicht mal den damaligen 40er-Aufgeboten an. Schon alleine durch sein „blindes Verständnis“ mit Uwe Seeler, den der HSV-Lenker in Szene setzen konnte wie kein anderer, waren die nur zwei Länderspiele von Klaus Stürmer für viele nicht verständlich.

### Schweiz, 1961 bis 1970
Der in Stallikon, abseits des Zürichsees wohnhafte Ex-Hamburger gewann in den Jahren 1963 und 1966 mit dem FC Zürich die Schweizer Meisterschaft. Durch den 2:0-Erfolg im Cup-Finale am 11. April 1966 in Bern gegen Servette Genf zusammen mit seinen Mannschaftskollegen Jakob Kuhn und Fritz Künzli wurde er 1966 auch Cupsieger. Im Europapokal der Landesmeister 1963/64 zog er mit dem FC Zürich nach Erfolgen gegen Dundalk FC, Galatasaray Istanbul und die PSV Eindhoven in das Halbfinale gegen Real Madrid ein. In der Runde 1964/65 spielte Stürmer für den FC Young Fellows Zürich in der Nationalliga B.
Von 1967 bis 1969 war Stürmer als Spieler-Trainer beim FC Grenchen tätig. Zuletzt wechselte er noch 1969 zum FC Winterthur, wo er vom Mittelfeld her unter anderem Timo Konietzka im Sturm bediente. Als in der Saison 1970/71 bei ihm Hodenkrebs diagnostiziert wurde, trat Stürmer im Frühjahr 1971 zurück und verstarb kurz darauf im Alter von 35 Jahren.

## Tod
Im Jahre 1970 wurde bei Klaus Stürmer Hodenkrebs diagnostiziert, woran der gelernte Radiomechaniker im Juni 1971 im Alter von 35 Jahren verstarb. Am Rothenbaum trat die Weltmeisterelf von 1954 unter Leitung von Alt-Bundestrainer Sepp Herberger zu einem Gedächtnisspiel zu Ehren des Verstorbenen und zur Unterstützung für Frau und Sohn an. Im Osnabrücker Stadtteil Hellern wurde 1972 die Straße Am Sportplatz in Klaus-Stürmer-Straße umbenannt.
Karl-Heinz Jens, der damalige Chef vom Dienst des Kicker-Sportmagazin, führt in seinem Nachruf am 3. Juni 1971 aus:

„Klaus Stürmer darf für sich in Anspruch nehmen, ein stolzes Kapitel HSV-Geschichte (mit)geschrieben zu haben. Erst recht im Zusammenwirken mit seinem idealen Partner Uwe Seeler. Das einst unzertrennliche "Zwillingspaar" des HSV erlebte zwischen 1957 und 1961 den Höhepunkt der Nachkriegserfolgsära der Hamburger, die zu einem guten Teil auf dem großen Können dieser beiden basiert. Klaus Stürmer war der Denker – Uwe der Vollstrecker. Was Stürmer plante, setzte Seeler in die Tat um. Seeler erahnte die Spielzüge von Klaus. Das Wort vom "Sich-blind-Verstehen", von Harmonie und Gleichklang hatte hier Gültigkeit wie selten zwischen Spielern, die sich so ideal ergänzten wie Klaus und Uwe.“